# Zdzisław Wendyński
Zdzisław Wendyński (ur. 5 sierpnia 1919 w Warszawie, zm. 20 lipca 1984 w Bydgoszczy) – polski dyrygent, wieloletni dyrektor i kierownik artystyczny Studia Operowego (1956) i Państwowego Teatru Muzycznego Opery i Operetki w Bydgoszczy.

## Życiorys
Urodził się 5 sierpnia 1919 w Warszawie. W 1953 ukończył Państwową Wyższą Szkołę Muzyczną w Warszawie. W latach 1949–1952 pracował jako redaktor w Polskim Radiu w Gdańsku, a następnie do 1964 był dyrygentem Filharmonii Pomorskiej w Bydgoszczy. W 1956 należał do współzałożycieli bydgoskiego Studia Operowego i był jego pierwszym kierownikiem. Od 1964 do 1969 piastował stanowisko dyrektora naczelnego i kierownika artystycznego Państwowego Teatru Muzycznego Opery i Operetki w Bydgoszczy. Po raz pierwszy wprowadził wówczas na bydgoską scenę opery: Kopciuszka G. Rossiniego, Aidę, Rigoletta i Traviatę G. Verdiego, umożliwił start wielu utalentowanym śpiewaczkom i śpiewakom, dla których bydgoska opera była początkiem ich przyszłej kariery. Był cenionym dyrygentem, którego praca owocowała znacznymi efektami artystycznymi.
W 1970 opuścił Bydgoszcz i do 1983 pracował jako dyrygent w Państwowej Operze Śląskiej w Bytomiu. W Bydgoszczy nadal mieszkała jego rodzina; córki śpiewały w chórze operowym, a zięć – Bogdan Kramski był przez wiele lat skrzypkiem w orkiestrze operowej. W październiku 1983 ponownie został zatrudniony w Państwowej Operze w Bydgoszczy jako kierownik muzyczny i dyrygent. W sumie podczas pracy w Bydgoszczy, prowadził jako dyrygent ok. 300 spektakli muzycznych. Przez wiele lat prowadził założone przez siebie Ognisko Muzyczne.
Zmarł nagle 20 lipca 1984 w Bydgoszczy. Został pochowany na cmentarzu św. Wincentego a Paulo w Bydgoszczy przy ul. kard. S. Wyszyńskiego.